# Olympische Winterspiele 1998/Teilnehmer (Georgien)
| Gelbes Symbol für Goldmedaillen mit stilisierten Olympischen Ringen | Graues Symbol für Silbermedaillen mit stilisierten Olympischen Ringen | Braundes Symbol für Bronzemedaillen mit stilisierten Olympischen Ringen |
| ------------------------------------------------------------------- | --------------------------------------------------------------------- | ----------------------------------------------------------------------- |
| —                                                                   | —                                                                     | —                                                                       |

Georgien nahm an den Olympischen Winterspielen 1998 im japanischen Nagano mit einer Delegation von vier Athleten in zwei Disziplinen teil, davon drei Männer und eine Frau. Ein Medaillengewinn gelang keinem der Athleten.
Fahnenträgerin bei der Eröffnungsfeier war die Skirennläuferin Sopia Achmeteli.

## Teilnehmer nach Sportarten

### Ski Alpin
Männer
- Surab Dschidschischwili
Super-G: Rennen nicht beendet
Kombination: 14. Platz (3:35,65 min)

- Lewan Abramischwili
Slalom: Rennen nicht beendet

Frauen
- Sopia Achmeteli
Slalom: disqualifiziert

### Skispringen
- Kachaber Zakadse
Normalschanze: 55. Platz (66,5)
Großschanze: 59. Platz (52,6)